# Schön József (pedagógus)
Schön József (Szil, 1846. május 3. – Budapest, Ferencváros, 1912. január 20.) zsidó származású iskolai oktató, a Szent László úti iskola igazgatója.

## Élete
A Somogy vármegyei Szilben született Schön Lipót fiaként. Tanítói oklevelét 1866-ban nyerte Nagykőrösön. Több helyen tanított; 1874-től Budapesten. 1899 júniusban igazgatónak választották. Több mint negyven évig működött pályáján, a tanügyi irodalomnak kiváló munkása volt és nevét tanügyi körök országszerte ismerték és becsülték. Szívszélhűdés következtében hunyt el. Felesége Klein Regina volt.

## Művei

### Folyóiratcikkei
Folyóiratcikkei a Néptanítók Lapjában (1870. Hogyan törhetnők meg a nép nagy részében az iskola iránt uralkodó közönyösséget? 1872. Az összpontosításról, 1874. Népiskolai fogalomértelmezések gyakorlati példákban); az Ethnologische Mittheilungenben (1896. Gebräuche ungarischer Juden); a Magyar Paedagogiában (1900. Művészet a népiskolában); a Magyar Nyelvőrben (1903. A népiskolai magyar nyelvtan); a Nemzeti Nőnevelésben (1892. Comenius emlékezete) jelentek meg.

### Önálló művei
- Paedagogus és szaktudós. Budapest, 1879.
- Módszeres nyelvtani példatár számos feladványokkal. Mondattani alapon a II–IV. osztály számára. Budapest, 1881. Három rész. (Führer Ignáczczal együtt).
- Bibliai történet izraelita népiskolák számára. Győr, 1883. Két rész. (Martonnal együtt).
- Zsidó hittan a szentírás elbeszélései kapcsán az őshéber eredeti szöveg alapján legjelesebb értelmezők és fordítások egybevetésével. Bpest, 1885. Három könyv. (Csukási Fülöppel együtt. 2. jav. és bőv. kiadás 1888., 3. jav. és bőv. kiadás 1895. Budapest).
- A zsidók története a bibliai korszak befejezésétől a legújabb korig, különös tekintettel a zsidók történetére Magyarországon, irodalmi szemelvényekkel. Dr. Kayserling M. «Handbuch der israelitischen Geschichte» cz. könyve... nyomán a középiskolák felsőbb osztályai, tanítóképzőintézetek és családok számára. Budapest, 1886. Két könyv.
- Kis biblia a zsidó ifjúság számára. Az őshéber eredeti szöveg nyomán... Budapest, 1886. Két könyv.
- Magyar nemzeti Olvasókönyv a népiskolák II–VI. oszt. számára. Budapest, 889., 1890., 1896. Öt füzet. (Trajler Károlylyal együtt).
- A miniszteri tanterv a népiskolai gyakorlat szempontjából. Budapest, 1895.
- A tanítás művészete. Budapest, 1899. (Különnyomat a Nemzeti Nőnevelésből).
- A szocializmus ismertetése. Budapest, 1899.
- Gyakorlati családi nevelés. Budapest, 1901.
- Mákzór. Imádságos könyv. Minden imádság és áhitatos elmélkedés, melyeket a zsinagóga számára elfogadtak. Magyarra fordította Schön József. 4 kötet. (8-r. 256, 16., 264, 16., 96, 16., 524 l.) Budapest, 1902. Neumayer Ede kvny.
- Magyar ABC és olvasókönyv. Az elemi népiskolák I. osztálya számára. (Bevezető rész a Magyar nemzeti Olvasókönyvekhez. Az irott rész szövegét előírta Vajda Pál. Budapest, 1904. Göőz Józseffel együtt).
- Magyar ABC és olvasókönyv a népiskolák II. oszt. számára. Budapest, 1906. (2. kiadás. Trajtler Károlylyal együtt).

## Képtár
- Mákzór imádságos könyv 2. kötet borító, ford. Schön József
- Mákzór imádságos könyv 2. kötet címlap, ford. Schön József
- Mákzór imádságos könyv 9. kötet borító, ford. Schön József